# Rahaf Mohammed
Rahaf Mohammed Mutlaq al-Qunun (11 maart 2000) (Arabisch: رهف محمد القنون) is een Saoedische feminist die werd aangehouden door de Thaise autoriteiten op 6 januari 2019 bij een transit op de luchthaven van Bangkok, tijdens een vlucht van Koeweit naar Australië. Ze had de intentie om asiel aan te vragen en te ontsnappen aan haar familie, omdat ze de islam afvallig was geworden. Ze trok met succes media-aandacht door met haar mobiele telefoon via Twitter aandacht te vragen voor haar lot en kwam zo onder de hoede van de Mensenrechtenraad van de Verenigde Naties (UNHCR). Op 11 januari kreeg ze de vluchtelingenstatus en toestemming om door te reizen naar Canada.

## Jeugd
Rahaf Mohammed werd geboren op 11 maart 2000. Haar vader is de gouverneur van de stad al-Sulaimi, in de provincie Hail. Ze verklaarde fysiek en geestelijk mishandeld te zijn door haar familie en bedreigd met de dood omdat ze de islam afvallig is. Op afvalligheid in de islam staat de doodstraf volgens het strafrecht in Saoedi-Arabië. Nadat Canada haar asiel verleend had, gaf haar vader een verklaring af dat de familie haar had verstoten. Rahaf Mohammed heeft te kennen gegeven na deze verstoting haar familienaam niet meer te willen gebruiken.

## Detentie
Tijdens een vakantie met haar familie in Koeweit stapte ze op een vlucht naar Bangkok, Thailand. Ze had het plan om door te reizen naar Australië om daar asiel aan te vragen. Ze verklaarde dat ze afvallige was en vreesde voor haar leven indien ze teruggestuurd zou worden naar Saoedi-Arabië. Ze had een visum voor Australië dat geldig was van 8 december 2018 tot 8 december 2020. Haar familie gaf haar op als vermist en de vermissing was bekend bij de Thaise en Saoedische autoriteiten in Bangkok. Waarschijnlijk om een visum voor Thailand te krijgen gaf ze haar paspoort aan een medewerker van de Saoedische ambassade die haar opwachtte op het vliegveld in Bangkok. Hij vertrok met haar paspoort en kwam niet terug. Rahaf had echter helemaal geen Thais visum nodig, omdat ze de transitruimte niet hoefde te verlaten. Vervolgens werd ze opgepakt door de Thaise autoriteiten en vastgezet in een hotel op het vliegveld.

### Wereldwijde aandacht via smartphone en Twitter
Rahaf was op dat moment haar paspoort kwijt, maar was nog wel in bezit van haar mobiele telefoon. Via een aantal bijdragen op Twitter verklaarde Rahaf dat ze de deur van haar hotelkamer had gebarricadeerd en weigerde om de kamer te verlaten voordat ze iemand van de VN gesproken had. Dit trok grote aandacht en ze had binnen een dag tienduizenden volgers. Achteraf zei een Saoedische ambtenaar dat ze beter haar smartphone hadden kunnen afpakken, in plaats van haar paspoort. Op Twitter zei Rahaf dat ze vluchtelinge was en vroeg de assistentie van de ambassades van verschillende westerse naties. Advocaten in Thailand tekenden bezwaar aan tegen haar gedwongen deportatie, maar dit bezwaar werd in eerste instantie verworpen. De Thaise immigratiedienst bevestigde vervolgens dat de autoriteiten van Thailand gehandeld hadden in opdracht van Saoedi-Arabië. Rahaf zou op 7 januari gedwongen zijn terug te keren naar Koeweit, maar uiteindelijk verklaarde de Thaise regering dat ze haar niet zou deporteren.

### Reactie van de Thaise regering op de gebeurtenissen
Volgens Human Rights Watch Asia kwamen de Thaise autoriteiten eerst met het volgens haar onjuiste verhaal dat ze geprobeerd had een visum te krijgen voor Thailand en dat dat geweigerd was. Rahaf had echter een ticket naar Australië en had helemaal geen reden om Thailand te bezoeken. Later, na internationale druk, verklaarden de Thaise officials dat ze niemand de dood in zouden sturen en dat ze zich zouden houden aan de internationale mensenrechten. Vervolgens werd ze onder de verantwoording van de hoge commissaris voor de Vluchtelingen (UNHCR), geplaatst, en haar paspoort met daarin inderdaad een toeristenvisum voor Australië werd aan haar teruggegeven. Hierna werden maatregelen getroffen om haar asielstatus permanent te regelen. Thailand verklaarde later dat ze hun harde optreden ten opzichte van asielzoekers zullen wijzigen, en geen vluchtelingen meer zullen terugsturen. Dit zou een radicale wijziging van het beleid betekenen.

### Rol van de Verenigde Naties
De hoge commissaris voor de Vluchtelingen kwam op 7 januari met de volgende verklaring:

The Thai authorities have granted UNHCR access to Saudi national, Rahaf Mohammed Al-qunun, at Bangkok airport to assess her need for international refugee protection ... UNHCR consistently advocates that refugees and asylum seekers ... cannot be returned to their countries of origin according to the principle of non-refoulement. Non-refoulement is an international principle that prevents states from expelling or returning persons to a territory where their life or freedom would be threatened. This principle is recognized as customary international law, and is also enshrined in Thailand’s other treaty obligations. For reasons of confidentiality and protection, we will not be in a position to comment on the details of the meeting.

In het Nederlands:

De Thaise autoriteiten hebben de UNHCR op de luchthaven van Bangkok toegang gegeven tot de Saoedische staatsburger Rahaf Mohammed al-Qunun om na te gaan of zij bescherming als internationaal vluchteling nodig heeft ... De UNHCR wijst er altijd op dat vluchtelingen en asielzoekers vanwege het principe van non-refoulement niet mogen worden teruggestuurd naar hun land van herkomst. Non-refoulement is een internationaal principe dat moet voorkomen dat staten personen terugsturen naar gebieden waar hun leven in gevaar zou kunnen zijn. Dit principe geldt als internationaal recht en is ook verankerd in andere verdragsverplichtingen van Thailand. Om redenen van privacy en veiligheid zullen we verder geen details geven over de ontmoeting.

Hiermee werden de Thaise autoriteiten dus gewezen op hun verplichtingen ten aanzien van vluchtelingen. Rahaf verliet vervolgens het vliegveld onder de hoede van de UNHCR, die haar later de vluchtelingenstatus gaf, en de UNHCR vroeg de Australische regering om te overwegen haar asiel te verlenen. Op 11 januari vloog ze naar Canada, waar haar asiel verleend was als een "resettled refugee" (resettled wil zeggen opname van een asielzoeker door een derde land). De UNHCR verklaarde dat dit gedaan was via een noodprocedure.